# Asfissia erotica
L'espressione asfissia erotica (o autoerotica), nota anche come asfissiofilia o ipossifilia, o internazionalmente come breath play o breath control, indica un insieme di pratiche sessuali consistenti nell'impedire o limitare l'afflusso di ossigeno al cervello del soggetto sottoposto al fine di provocare euforia e di prolungare e/o intensificare le sensazioni relative all'orgasmo. È generalmente considerata, sia dalla comunità medica che dalla comunità BDSM, una pratica estremamente rischiosa e potenzialmente mortale, indipendentemente dall'esperienza dei soggetti coinvolti.
L'American Psychiatric Association stima un tasso di mortalità di una persona su un milione all'anno (250 morti all'anno negli Stati Uniti), ma le stime delle forze dell'ordine sono fino a 4 volte maggiori.

## Pratiche
Le pratiche possono includere impiccamenti, utilizzo di sacchetti di plastica sopra la testa, strangolamenti e auto-strangolamenti per mezzo di fili, soffocamenti mediante gas o solventi volatili e compressione del petto.. Limitando l'afflusso di ossigeno al cervello si ottiene l'accumulo di anidride carbonica, il quale può indurre sensazioni di euforia, confusione e vertigini, che contribuiscono a intensificare l'orgasmo.

## Rischi
In situazioni di ipossia, nel cuore si verificano delle contrazioni, denominate contrazioni ventricolari premature o extrasistoli, che se accadono durante la fase di ripolarizzazione della contrazione cardiaca (Onda T) possono mandare il cuore in fibrillazione ventricolare. Esse si verificano con maggiore frequenza al peggiorare della situazione di ipossia e le possibilità che, in corrispondenza di un'onda T, causino un arresto cardiaco aumentano anch'esse. Non essendo possibile prevedere quando una di queste contrazioni stia per verificarsi, non è possibile prevenire fatalità. Inoltre la rianimazione, in questi casi, mediamente è efficace solo in un caso su dieci.
Alcuni sostengono che provocando l'ipossia non limitando l'afflusso di ossigeno nei polmoni ma limitando l'afflusso di sangue al cervello esercitando una pressione sull'arteria carotide si eviti questo problema; in realtà, in questa situazione il cervello rallenta il battito cardiaco, e in alcuni casi questo può portare ad asistolia, ancora più difficile da trattare tramite rianimazione.

## Morti accidentali
Molte, nella storia, le personalità di rilievo decedute presumibilmente in questo modo, anche se in alcuni casi le reali cause della morte sono oggetto di dibattito. Tra questi i musicisti Kevin Gilbert e Michael Hutchence, e l'attore David Carradine, interprete di Bill nel Kill Bill di Quentin Tarantino.